# Steve Hackett
 (février 2021).
Pour les articles homonymes, voir Hackett.
Stephen Richard Hackett, dit Steve Hackett est un auteur-compositeur-interprète britannique, né le 12 février 1950 à Pimlico.
Connu en tant que guitariste du groupe Genesis de 1971 à 1977, il entame dès 1975 une carrière solo qui se poursuit au début du XXIe siècle. Son jeu de guitare électrique est basé sur un son éthéré, expérimental (il est l'un des pionniers du tapping), favorisant l'harmonie et la musicalité plutôt que la démonstration technique. Il développe un univers sonore poétique, décalé et onirique très particulier. Il est aussi connu pour son jeu de guitare classique aux sonorités espagnoles et chante sur certains de ses albums.

## Biographie
Steve Hackett est né à Pimlico, un quartier du centre de Londres. Il commence sa carrière musicale avec les groupes Canterbury Glass et Sarabande, dont la musique présente quelques éléments de rock progressif. Pour ce qui est de Canterbury Glass, il joue sur une pièce Prologue de l'album Sacred Scenes And Characters qui a été enregistré en 1968 mais ne fut distribué qu'en 2007.
En 1970, il enregistre l'album The Road avec le groupe Quiet World qui comprend également son frère cadet John Hackett à la guitare acoustique.
En 1971, Hackett remplace Anthony Phillips au sein du groupe Genesis. En plus de la guitare, il participe à la composition et l'arrangement des chansons, contribuant ainsi au succès du groupe. Il joue sur six albums studio du groupe, de Nursery Cryme (1971) à Wind and Wuthering (1976).

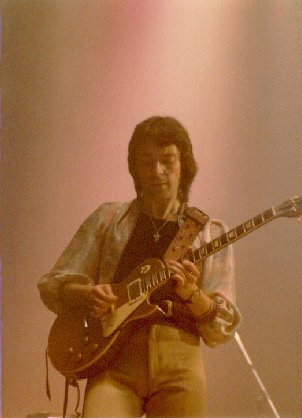
Steve Hackett avec Genesis à Newcastle le 17 janvier 1977

Frustré par les choix artistiques du groupe, qui rejette plusieurs de ses compositions, il quitte Genesis en 1977, au terme de la tournée de Wind and Wuthering, pour poursuivre une carrière solo entamée deux ans auparavant avec l'album Voyage of the Acolyte (1975).
Son second album, Please Don't Touch! (1978), est enregistré avec plusieurs invités prestigieux dont Richie Havens, Randy Crawford, Steve Walsh au chant et Phil Ehart à la batterie de Kansas. On retrouve aussi Chester Thompson à la batterie ainsi que Tom Fowler à la basse du groupe de Frank Zappa.
Après deux autres albums dans une veine progressive (Spectral Mornings en 1979 et Defector en 1980), les années '80 voient la carrière de Hackett se diversifier. Sa musique prend une orientation plus pop, une rupture visible sur l'album Cured (1981), sur lequel, parmi ses musiciens habituels, n'apparaît que Nick Magnus qui, en plus de jouer des claviers, programme une boite à rythmes. Cependant, Steve publie également des disques entièrement consacrés à la guitare classique à partir de Bay of Kings (1983), Momentum (1988) et Sketches Of Satie (2000), ce dernier en duo avec son frère John.
En 1986, il forme le supergroupe GTR, avec le guitariste Steve Howe (ex-Yes et Asia) ainsi que le batteur Jonathan Mover (ex-Marillion), le bassiste Phil Spalding (ex-Original Mirrors) et le chanteur Max Bacon (ex-Nightwing et Bronz). Son unique album connaît un certain succès commercial mais, insatisfait de la gestion financière du groupe, Hackett quitte et reprend sa carrière solo.
Après GTR, Hackett retourne en studio et enregistre un nouvel album solo, Momentum. Les problèmes auxquels il était confronté au sein de GTR conduisirent Hackett à évaluer l'album comme « une chose thérapeutique et cathartique » alors qu'il se félicite du retour à l'enregistrement de « musique sans accessoires ». Sorti en mars 1988, sa tournée à travers l'Europe pour promouvoir l'album rencontre une foule nombreuse et enthousiaste qui comprend des concerts en Estonie, en Russie et en Union Soviétique.
En 1986 toujours, Steve participe également avec d'anciens membres des Yardbirds, Chris Dreja, Paul Samwell-Smith et Jim McCarty, à leur deuxième album du projet Box of Frogs, Strange Land, avec Jimmy Page, Ian Dury et Graham Parker sur les chansons I Keep Calling, 20/20 Vision et Average.
En 1987, Hackett contribue à l'album orchestral de Genesis We Know What We Like: The Music of Genesis, interprété par le Orchestre symphonique de Londres avec l'arrangeur et chef d'orchestre Dee Palmer.
À la fin de 1989, Hackett est à la tête du single de charité Sailing, une reprise du hit de Rod Stewart sorti en 1975 sous le nom de Rock Against Rapatriation. Il s'agit de collecter des fonds et de sensibiliser les groupes asiatiques qui ont quitté les conditions difficiles de leur foyer mais se sont vu refuser l'entrée dans les pays occidentaux. Sorti en tant que single en 1990, la chanson inclut Brian May, le bassiste Curt Smith de Tears for Fears, le guitariste Justin Hayward du groupe The Moody Blues, Mike Rutherford, Phil Manzanera, les chanteurs Fish et  Steve Hogarth de Marillion ainsi que Godley & Creme.
Dans les années 1980, il fait également une apparition spéciale sur le premier album du chanteur brésilien Ritchie, nommé Voo de Coração (1983). Il est co-auteur de la chanson A Mulher Invisível (1984), du deuxième album du paysan vivant au Brésil et joue également de la guitare sur le titre Meantime (un poème de Fernando Pessoa sur une musique de Ritchie) de l'artiste, Loucura e Mágica (1987).
En 1992, Hackett reprend ses tournées pour la première fois en six ans, ce qui marque également son retour aux États-Unis depuis plusieurs années. La raison de son absence prolongée est due à son implication dans diverses questions juridiques qui l'ont empêché de faire une tournée là-bas. Hackett est heureux que sa tournée nord-américaine de 1992 attire beaucoup de monde et l'utilise pour tester en public la valeur d'un nouveau matériel sur lequel il a travaillé, ainsi que pour promouvoir son premier album live, Time Lapse. 1992 voit également la sortie de The Unauthorized Biography, un album de compilation comprenant deux pistes inédites que Hackett a co-écrites avec Brian May] et la performance acoustique de Hackett avec le London Chamber Orchestra avec un programme de Vivaldi. Il choisit le concert comme point culminant de sa carrière.
En mai 1993, Hackett sort son dixième album studio, Guitar Noir. Il comprend la chanson Walking Away from Rainbows, qui traite dans ses paroles de sa décision de quitter la musique traditionnelle et de poursuivre ce qu'il souhaite. Peu de temps après sa sortie, Hackett considère l'album « la chose la plus cruciale que j'ai jamais faite. C'est ce que j'ai le plus voulu faire en tant qu'album parce que j'ai été réduit au silence pendant si longtemps. » Steve poursuit avec l'album Blues with a Feeling (1994), avec de reprises et du matériel original écrit par lui et son groupe.
Pour son prochain album, Hackett décide de retravailler une sélection de chansons de Genesis avec divers musiciens invités. Il est publié en 1996 sous le titre Genesis Revisited, qui culmine en 95e place au Royaume-Uni. Il comprend Déjà Vu, une pièce écrite par Hackett avec Peter Gabriel en 1973 lors des sessions pour l'album Selling England by the Pound restée inachevée. Rétrospectivement, Hackett dit qu'une grande partie de l'album le faisait « grimacer » et qu'il pouvait « entendre les conflits de l'époque ». Il fait la promotion de l'album avec deux spectacles à Tokyo en décembre 1996 avec John Wetton, Chester Thompson, Ian McDonald et Julian Colbeck. Les concerts sont enregistrés et filmés, puis publiés sous le nom de The Tokyo Tapes sous forme de DVD en 1998.
En avril 1997, Steve sort le néoclassique A Midsummer Night's Dream avec des accompagnements du Royal Philharmonic Orchestra. Le disque atteint le top 10 des classements classiques britanniques. Cela marque le début du claviériste, arrangeur et producteur Roger King qui occupera un rôle plus important sur les futurs albums et spectacles de Hackett.
En 1999, Steve sort son quatorzième album studio, Darktown. Son titre provient d'un livre et la musique et les idées lyriques ont mis huit ans à être achevées. Hackett y utilise des thèmes lyriques qu'il n'avait pas eu le courage de présenter avant. L'album sera 156e au Royaume-Uni.
En 2000, Hackett et son frère John sortent Sketches of Satie, un album hommage au compositeur français Erik Satie avec les compositions réarrangées pour flûte et guitare. Hackett déclare qu'il n'avait pas travaillé sur un projet avec John pendant un certain temps et que ça lui avait manqué de jouer avec lui : ce qui conduit son manager Billy Budis à suggérer un album de la musique de Satie. Plus tard en 2000, un album de Hackett avec du matériel assemblé à l'origine en 1986 mais mis sur l'étagère, est publié sous le titre Feedback 86. Une partie du matériel était à l'origine d'un deuxième album de GTR et comporte des apparitions de Brian May. On se souviendra de la pièce Kim  pour flûte et guitare sur son album Please Don't Touch, clairement inspirée de la pièce Gymnopédie No 1 de Erik Satie.
En 2001, Hackett contribue à la musique instrumentale de la partition d'Outwitting Hitler, un documentaire sur un survivant de l'Holocauste. C'est sa première aventure dans le travail de la bande sonore, qu'il termine en un week-end. Il y utilise des thèmes qu'il avait précédemment publiés dont certains initialement destinés à son futur album de guitare/orchestre Metamorpheus (2005).
En 2003, Hackett sort To Watch the Storms, son premier album studio en quatre ans et son premier réalisé dans son nouveau studio d'enregistrement, Crown Studios. Cela marque également son retour au rock progressif et, contrairement à plusieurs disques précédents, le matériel est assemblé en trois mois. Son prochain album solo, Metamorpheus (2005) avec le Underworld Orchestra, comprend des pièces de guitare enregistrées en 1997. Il est suivi par l'album rock Wild Orchids (2006), puis par Tribute (2007), un album classique présentant des pièces originales et des interprétations d'airs de Bach, Byrd, Barrios et Andrés Segovia.

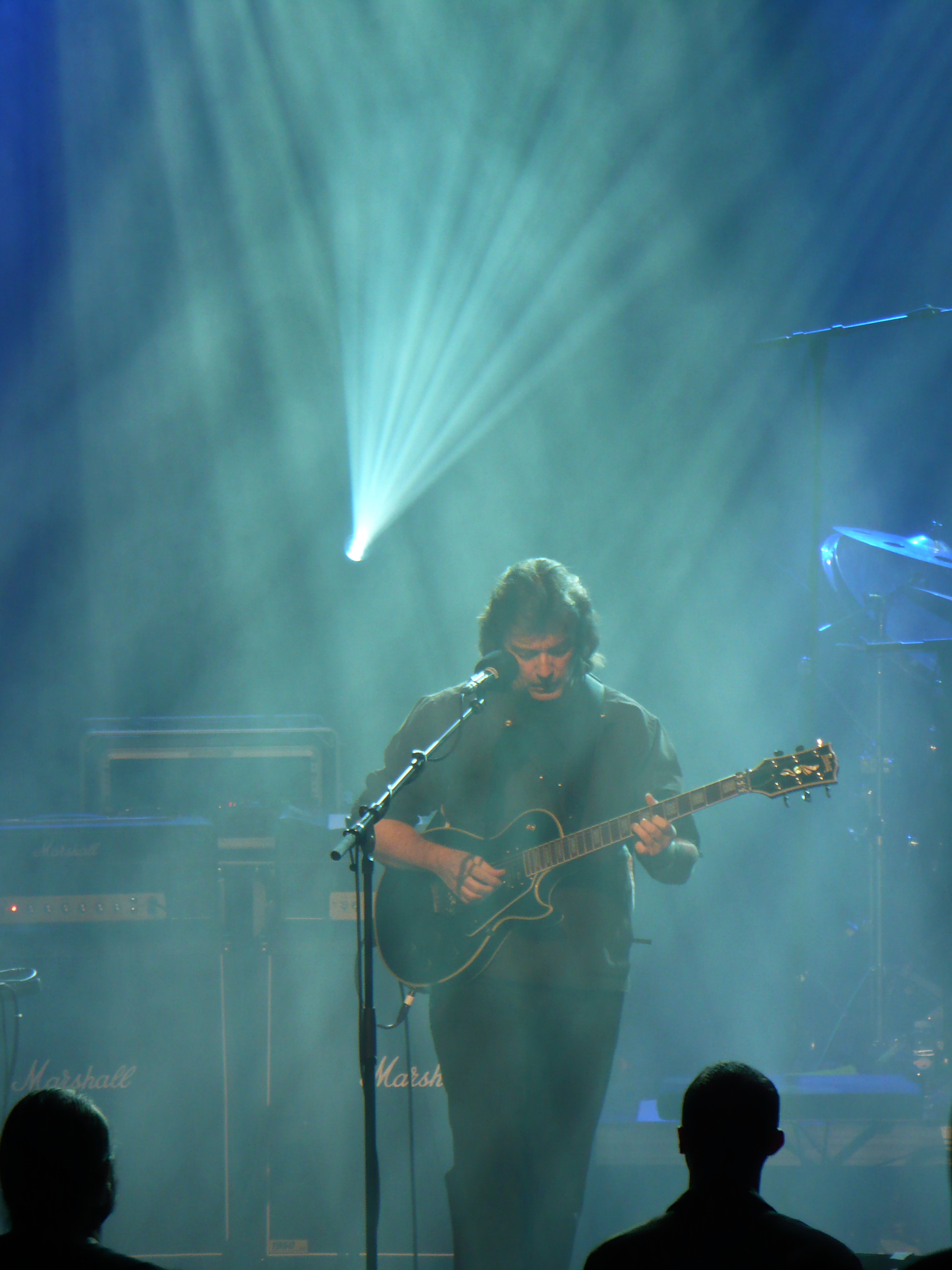
Steve Hackett à Mutzig le 5 novembre 2009.

En 2009, l'enregistrement de Out of the Tunnel's Mouth rencontre divers problèmes juridiques, y compris ceux suscités par Kim Poor et son ancien manager Billy Budis concernant ses droits, lesquels tentent de bloquer sa sortie, pour empêcher Hackett de jouer sur des disques d'autres artistes, et la propriété du catalogue de Hackett sur Camino Records. Une décision de justice permet à Hackett de « revenir dans le monde du disque » et de sortir l'album sur son nouveau label Wolfwork Records en octobre 2009. L'album est enregistré dans la maison de Hackett plutôt que dans un studio professionnel. Il présente des contributions de l'ancien guitariste de Genesis, Anthony Phillips, et du bassiste de Yes, Chris Squire. Hackett fait ensuite la promotion de l'album en concerts.
En août 2009, une biographie officielle et autorisée, Sketches of Hackett par Alan Hewitt, est publiée. La première édition cartonnée comprend un DVD bonus avec une interview de 90 minutes.
Le 15 mars 2010, Genesis est intronisé au Rock and Roll Hall of Fame avec Hackett faisant une rare apparition aux côtés de Collins, Banks et Rutherford lors de la cérémonie, bien qu'ils n'aient pas joué ensemble à cette occasion. Hackett, ces dernières années, avait alors manifesté sa volonté de participer à une réunion de Genesis. Une telle réunion de la formation classique du Genesis des années 1970 tombe à l'eau en 2007 lorsque Peter Gabriel exprime des réserves, et que par la suite Hackett abandonne par respect pour la formation du trio de Genesis, par opposition au quatuor.
En 2011, Hackett sort son 24e album studio : Beyond the Shrouded Horizon, figurant à la 133e place dans la liste des albums britanniques.
En 2012, il s'associe avec Chris Squire sous le nom Squackett pour l'album A Life Within A Day, avec ses musiciens habituels : Roger King aux claviers, Jeremy Stacey à la batterie, Amanda Lehmann aux chœurs, accompagnés par Christine Townsend au violon, Richard Stewart au violoncelle et Dick Driver à la contrebasse.
Hackett sort Genesis Revisited II en octobre 2012. Sa principale raison de revisiter le projet est son désir de reproduire le matériel en direct une fois de plus, et amène divers musiciens à interpréter les chansons qui couvrent le matériel de Genesis et du matériel solo, parmi lesquels l'ancien chanteur de Genesis, Ray Wilson. L'album est accueilli avec enthousiasme par le public, ce qui pousse Hackett à le promouvoir en tournée à guichets fermés au Royaume-Uni où l'album atteint la 24e place. En juin 2013, les deux albums de Genesis Revisited reçoivent un prix d'or japonais pour 100,000 exemplaires vendus. La tournée au Royaume-Uni comprend un concert à l'Hammersmith Apollo, qui permet à Hackett de recevoir le prix de l'événement de l'année aux Progressive Music Awards 2013. Le spectacle sort sur CD et DVD sous le nom de Genesis Revisited: Live at Hammersmith et atteindra la 58e place au Royaume-Uni. Hackett termine alors une deuxième tournée avec une setlist réorganisée en 2014 : la prestation donne naissance à Genesis Revisited: Live at the Royal Albert Hall qui atteint le n°80 au Royaume-Uni. À la suite du succès des tournées Genesis Revisited, Hackett se considère comme « le gardien de la flamme des premiers travaux » de Genesis.
En mars 2015, Hackett publie Wolflight qui atteint la 31e place au Royaume-Uni. Wolflight contient également le dernier enregistrement studio de Chris Squire avec la chanson Love Song to a Vampire. En septembre 2015, la société de musique indépendante Wienerworld publie The Man, The Music, un documentaire sur la carrière de Hackett qui passe au 5e rang du classement des DVD britanniques. En octobre, Universal/Virgin sort Premonitions: The Charisma Years 1975–1983, un coffret de 14 disques de ses six premiers albums studio avec du matériel supplémentaire comprenant des enregistrements live et de nouveaux remix de Steven Wilson.
L'album solo de Hackett The Night Siren (n° 28 dans les charts des albums britanniques) est publié en mars 2017 et entre dans le top 40 de six classements d'albums internationaux. L'album continue l'exploration de la musique du monde/rock progressif et contient également des influences de la période psychédélique des Beatles et de la science-fiction classique. En octobre, Hackett remporte le prix « Chris Squire Virtuoso » aux Progressive Music Awards 2017.
En octobre 2018, Hackett effectue une tournée au Royaume-Uni dans laquelle son groupe interprète des chansons de Genesis et solo avec le Heart of England Symphony Orchestra, composé de 41 musiciens, dirigé par Bradley Tkachuk. Ce dernier et son frère John Hackett reprennent les arrangements orchestraux qu'ils avaient réalisés pour un concert que Hackett avait joué à Buffalo en 2017 en compagnie d'un orchestre, comme base pour les parties orchestrales utilisées pour la tournée, y compris celles de la collaboration de Hackett avec le groupe islandais Todmobile. Un album live et un DVD en concert de la tournée sont publiés en 2019, enregistrés au Royal Festival Hall à Londres et intitulés Genesis Revisited Band & Orchestra: Live at the Royal Festival Hall.
Hackett publie un nouvel album, At the Edge of Light, en janvier 2019. L'album atteint la 28e place au Royaume-Uni et marque le 10e album solo de Hackett dans le top 40 des charts britanniques depuis ses débuts en solitaire en 1975. En 2019, Hackett tourne avec une setlist comprenant Selling England by the Pound interprété dans son intégralité avec d'autres chansons de Genesis, ainsi que des pièces des albums At the Edge of Light et Spectral Mornings pour commémorer le quarantième anniversaire de ce dernier. Le spectacle au Hammersmith Apollo de Londres, le dernier de la tournée, sort en tant qu'album live et DVD le 25 septembre 2020, et est intitulé Selling England By the Pound & Spectral Mornings Live at Hammersmith.

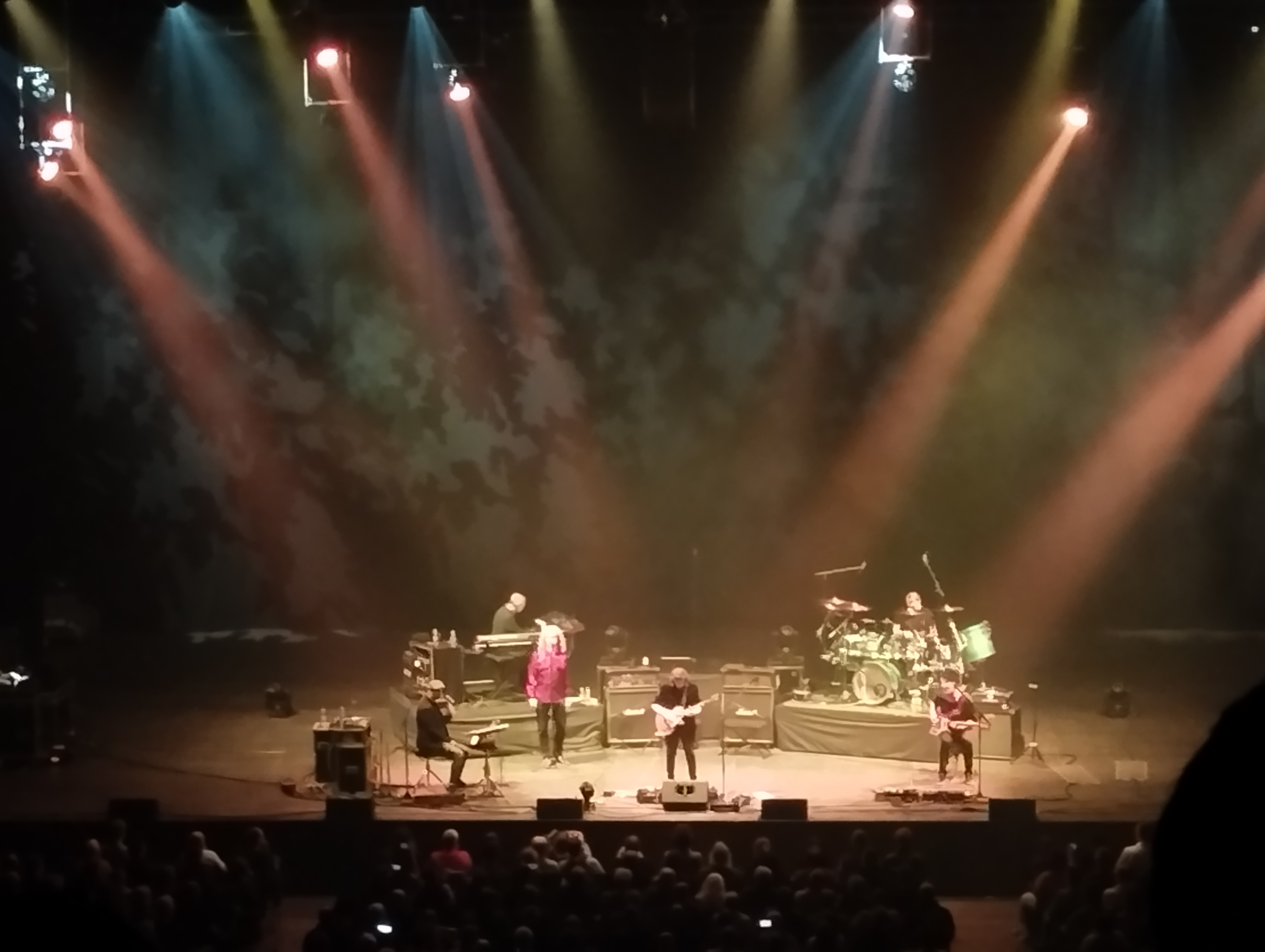
Steve Hackett en concert à la Seine musicale de Boulogne-Billancourt, le 19 avril 2023.

En 2020, Hackett reporte ses prochaines tournées en raison de la pandémie Covid-19. Il reprendra la tournée en avril 2021.
En juillet 2020, il publie une autobiographie, A Genesis in My Bed. Dans une interview faisant la promotion du livre, il révèle qu'il collabore avec Roger King sur un album acoustique avec un orchestre intitulé Under a Mediterranean Sky, plus un album rock avec des influences de musique du monde qui est à moitié terminé.
Le 10 septembre 2021, sort Surrender of Silence, 27e album studio de Steve Hackett, chez InsideOut Music.
Son dernier album en date The Circus and the Nightwhale parait en février 2024 et comprend treize titres.

## Discographie

### Quiet World
- 1970 : The Road - De Quiet World - Avec son frère cadet, John Hackett, à la guitare acoustique et Dick Diver à la basse et à la contrebasse.

### Genesis
| - 1971 : Nursery Cryme - 1972 : Foxtrot - 1973 : Selling England by the Pound - 1974 : The Lamb Lies Down on Broadway - 1976 : A Trick of the Tail - 1976 : Wind & Wuthering | - 1973 : Genesis Live - 1977 : Seconds Out - 1982 : Three Sides Live - guitare sur It/Watcher of the Skies - 1977 : Spot the Pigeon |

#### Compilations
- 1998 : Genesis Archive 1967–75
- 2000 : Genesis Archive 1976–92 - guitare sur Inside and Out, Entangled, Vancouver et Pigeons
- 2014 : R-Kive - guitare sur 11 chansons avec Genesis + 3 chansons solos.

### GTR
- 1985 : GTR - Avec Steve Howe, Max Bacon, Phil Spalding et Jonathan Mover.
- 1997 : King Biscuit Flower Hour Presents GTR (Live) - Enregistré le 19-07-1986 au Wiltern Theater de Los Angeles.

### John Hackett & Steve Hackett
- 2000 : Sketches of Satie

### Squackett
- 2012 : A Life Within A Day - Duo avec Chris Squire

### En solo

#### Albums studio
| - 1975 : Voyage of the Acolyte - 1978 : Please Don't Touch! - 1979 : Spectral Mornings - 1980 : Defector - 1981 : Cured - 1982 : Highly Strung - 1983 : Bay of Kings - 1984 : Till We Have Faces - 1988 : Momentum - 1993 : Guitar Noir - 1995 : Blues with a Feeling - 1996 : Watcher of the Skies - Genesis Revisited - 1997 : A Midsummer Night's Dream - 1999 : Darktown | - 2000 : Feedback '86 - 2003 : To Watch the Storms - 2005 : Metamorpheus - 2006 : Wild Orchids - 2007 : Tribute - 2009 : Out of the Tunnel's Mouth - 2011 : Beyond the Shrouded Horizon - 2012 : Genesis Revisited II - 2015 : Wolflight - 2017 : The Night Siren - 2019 : At the Edge of Light - 2021 : Under a Mediterranean Sky - 2021 : Surrender of Silence - 2024 : The Circus and the Nightwhale |

#### Albums en concert
- 1992 : Time Lapse
- 1995 : There Are Many Sides to the Night
- 1996 : The Tokyo Tapes
- 2001 : Live Archive 70, 80, 90's
- 2001 : Live Archive 70s Newcastle
- 2002 : Somewhere in South America...
- 2002 : Hungarian Horizons
- 2003 : Live Archive NEARfest
- 2004 : Guitar Wars - Avec John Paul Jones/Paul Gilbert/Nuno Bettencourt/Roger King/Pat Mastelotto/Mike Szuter/Gary Cherone
- 2004 : Live Archive 03
- 2004 : Live Archive 04
- 2005 : Live Archive 05
- 2006 : Live Archive 83
- 2010 : Live Rails
- 2013 : Genesis Revisited : Live at Hammersmith
- 2014 : Genesis Revisited : Live at the Royal Albert Hall
- 2014 : Access All Areas - CD + DVD
- 2016 : The Total Experience Live In Liverpool - Acolyte to Wolflight with Genesis Classics - Boîtier 2 CD + 2 DVD.
- 2018 : Wuthering Nights : Live in Birmingham - Boîtier 2 CD + DVD.
- 2019 : Genesis Revisited Band & Orchestra : Live At The Royal Festival Hall - Boîtier 2 CD + 1 DVD.
- 2020 : Selling England By The Pound & Spectral Mornings : Live At Hammersmith - Boîtier 2 CD + 1 Blu-Ray.
- 2022 : Genesis Revisited Live : Seconds Out & More - Boîtier 2 CD + 1 Blu-Ray.
- 2023 : Foxtrot At Fifty + Hackett Highlights : Live In Brighton - Boîtier 2 CD + 1 Blu-Ray.
- 2025 : Live Magic At Trading Boundaries.

#### Compilations
- 1982 : Voyage Of The Acolyte / Please Don't Touch - Cassette Double Play
- 1992 : The Unauthorised Biography
- 2002 : The Genesis Files - 2 CD
- 2003 : Guitar Noir / There Are Many Sides To The Night - 2 CD
- 2005 : Guitare Classique - Avec des extraits de There Are Many Sides To The Night/Sketches Of Satie/A Midsummer Night's Dream
- 2005 : Remasters Selection Sampler
- 2013 : Genesis Revisited II: Selection
- 2015 : Premonitions: The Charisma Recordings 1975 – 1983 - Coffret 14 CD
- 2016 : 5 Classic Albums - Coffret 5 CD
- 2016 : The Charisma Years 1975-1983 - Coffret 10 albums vinyle.
- 2016 : Discovering Steve Hackett - Coffret 5 CD
- 2018 : Broken Skies – Outspread Wings (1984-2006) - Coffret 6CD + 2DVD

## Vidéographie
- 1996 : Steve Hackett & Friends / Live in Japan
- 1997 : The Tokyo Tapes
- 2003 : Somewhere in South America
- 2003 : Hungarian Horizons: Live in Budapest
- 2004 : Live Legends - Filmé à Nottingham en 1990.
- 2004 : Once Above a Time
- 2004 : Guitar Wars
- 2005 : Spectral Mornings: 1978 Recordings
- 2011 : Steve Hackett Live: Fire and Ice
- 2013 : Genesis Revisited: Live at Hammersmith (2 CD + 1 DVD)
- 2013 : Genesis Revisited: Live at the Royal Albert Hall (2 CD + 1 DVD)
- 2016 : The Total Experience Live In Liverpool - Acolyte to Wolflight with Genesis Classics - Boîtier 2 CD + 2 DVD.
- 2018 : Wuthering Nights: Live in Birmingham - (2 CD + 1 DVD)
- 2019 : Genesis Revisited Band & Orchestra: Live at the Royal Festival Hall. (2 CD + 2 DVD + Blu-Ray)
- 2020 : Selling England by the Pound & Spectral Mornings: Live at Hammersmith (2 CD + DVD)

## Participations
- 1968 : Sacred Scenes And Characters - de Canterbury Glass - 1 pièce Prologue - L'album a été enregistré en 1968 mais ne fut distribué qu'en 2007.
- 1971 : Two Sides of Peter Banks - de Peter Banks - (Sur Knights Reprise) : Avec Phil Collins, John Wetton, Jan Akkerman.
- 1984 : Voo de Coração - de Ritchie (Sur Voo de Coração)
- 1985 : Wind in the Willows - de Eddie Hardin (Joue sur la pièce-titre)
- 1986 : Strange Land - de Box of Frogs (2 Pièces : Average, Trouble) - Avec Jimmy Page, Chris Dreja, Jim McCarty, etc.
- 1991 : Orchestral Maneuvres: The Music of Pink Floyd - de David Palmer et le Royal Philharmonic Orchestra
- 1992 : Back to Bach - de Julian Colbeck
- 1992 : Gallery Of Dreams - de Gandalf (7 Pièces et coécrit la chanson End of the Rainbow)
- 1995 : The Higher You Climb - de Max Bacon : (2 Pièces : I Know What I Like (Live), Roundabout (Live)) Avec Steve Howe
- 1998 : Arkangel - de John Wetton (2 Pièces : Nothing happens for nothing, All grown up) Avec Robert Fripp
- 1999 : Drivers Eyes - de Ian McDonald (2 Pièces : You Are A Part Of Me, Straight Back To You)
- 2000 : Mirage & Reality - de Mae McKenna - Avec John Hackett
- 2001 : Sinister - de John Wetton (Steve joue l'harmonica sur 1 Pièce : Real World) Avec Robert Fripp, Ian McDonald
- 2003 : Sheafs Are Dancing - de Djabe (1 Pièce : Reflections of Thiérache)
- 2003 : Emergent - de Gordian Knot (3 Pièces : Muttersprache, Some Brighter Thing, Singing Deep Mountain)
- 2004 : Hexameron - de Nick Magnus (3 Pièces : Singularity, Seven Hands Of Time, The Power Of Reason)
- 2005 : Checking Out of London - de John Hackett (5 Pièces)
- 2005 : ? - de Neal Morse
- 2007 : Chris Squire's Swiss Choir - de Chris Squire
- 2008 : U-Catastrophe - de Simon Collins (1 Pièce : Fast Forward The Future) avec Phil Collins.
- 2009 : Sipi Benefit Concert - de Djabe : Avec Mihály Dresch et Kálmán Balogh.
- 2009 : Sitting on the Top of Time - de Jim McCarty (1 Pièce: Living From The Inside Out)
- 2009 : JL - de Algebra (1 Pièce : Il molo deserto)
- 2010 : The Book of Bilbo and Gandalf - de Marco Lo Muscio (1 Pièce Galadriel)
- 2010 : Children of Another God - de Nick Magnus (1 Pièce : The Colony Is King)
- 2010 : Dirty And Beautiful Volume 1 - de Gary Husband (1 Pièce : Moon Song)
- 2011 : In the Footsteps of Attila and Genghis - de Djabe
- 2011 : Cavalli Cocchi, Lanzetti & Roversi - de CCLR (1 Pièce : Great Love Does Burn Fast)
- 2011 : Raised in Captivity - de John Wetton (1 Pièce : Goodbye Elsinore) Avec Robert Fripp, Geoff Downes, Eddie Jobson.
- 2011 : Grace for Drowning - de Steven Wilson
- 2012 : Prog Exhibition 2 - Artistes Variés
- 2012 : Talsete di Marsantino - de L'Estate di San Martino
- 2012 : Gallery of dreams + Live de Gandalf - Boîtier 3 CD.
- 2012 : Down And Up - de Djabe
- 2012 : The Rome Pro(g)ject - Artistes Variés - (2 Pièces - Down To The Domus Aurea, The Mouth of Truth)
- 2012 : Beneath The Waves - de Kompendium - (1 Pièce Lilly)
- 2012 : A Proggy Christmas - de The Prog World Orchestra
- 2012 : Captain Blue - de Rob Cottingham
- 2013 : Summer Storms & Rocking Rivers de Djabe - Double album vinyle.
- 2013 : Lifesigns - de Lifesigns
- 2013 : Playing the History - de John Hackett, Marco Lo Muscio & Carlo Matteucci, avec David Jackson.
- 2013 : The Theory of Everything - de Ayreon - (1 Pièce : The Parting) - Avec Keith Emerson, Rick Wakeman, John Wetton, etc.
- 2013 : Overnight Snow ; For Guitar & Flute - de Nick Fletcher & John Hackett - (1 Pièce : Three Mediterranean Sketches)
- 2014 : Fall In Love With The World - de United Progressive Fraternity (1 Pièce : Travelling Man [The Story Of ESHU])
- 2014 : Ulfur - de Todmobile - (2 Pièces : Midnight Sun, Aukalag - Resounding Eyes) Avec Jon Anderson
- 2014 : N'Monix - de Nick Magnus - (3 Pièces : Eminent Victorians, Broken, Shadowland)
- 2014 : The Ghosts of Pripyat - de Steve Rothery - (2 Pièces : Morpheus, Old Man of the Sea)
- 2014 : Live in blue - de Djabe
- 2015 : Torn Apart - de Franck Carducci - (1 Pièce : Closer to Irreversible)
- 2015 : Courting The Widow - de Nad Sylvan
- 2015 : Cabdury-Hicks - de Dik Cadbury & Pete Hicks - (1 Pièce : Just Another Honky-Tonk)
- 2015 : The Studio Recordings Anthology - de John Wetton - Avec Geoff Downes, Martin Barre, etc.
- 2015 : Citizen - de Billy Sherwood - (1 Pièce : Man And The Machine) Avec Chris Squire, Geoff Downes, Rick Wakeman
- 2017 : The Bride Said No - de Nad Sylvan
- 2019 : The Regal Bastard - de Nad Sylvan
- 2019 : The Secret - de Alan Parsons - (1 pièce : The Sorcerer's Apprentice)
- 2019 : Andrea Padova Plays Lo Muscio - de Andrea Padova - Avec Steve sur 2 pièces.
- 2019 : On The Wings Of The Wind - de John Hackett & Marco Lo Muscio - Avec David Jackson, David Cross